# James Percy FitzPatrick
Œuvres principales
- Jock of the Bushveld

Sir James Percy FitzPatrick, connu sous le nom de Percy FitzPatrick, est un auteur sud-africain, homme politique, financier et pionnier de l'industrie minière et fruitière. 
Il est en outre l'auteur du livre classique pour enfants Jock of the Bushveld. 
En tant que politicien, et contrairement à de nombreux Irlandais qui rallièrent la cause afrikaner, il défendit l'Empire britannique avant et pendant la guerre des Boers.

## Enfance
Percy FitzPatrick est né à King William's Town, fils de the James Coleman FitzPatrick, juge à la Cour Suprême de la Colonie du Cap, et de Jenny FitzGerald, tous deux originaires d'Irlande. Deux autres fils de James et Jenny sont morts à la guerre, l'un, Thomas, au cours de la Seconde Guerre ndébélé, et l'autre, George, lors de la seconde guerre des Boers au service des Britanniques au sein du Light Horse Regiment.

## Carrière
Après la mort de son père il regagne le Transvaal et ses mines d'or en 1884. Il y exerce les métiers de prospecteur, de commerçant, de journaliste et même de conducteur de char. Il deviendra plus tard rédacteur du journal Gold Fields News de Barberton et il racontera ses aventures dans le livre Jock of the Bushveld publié en 1907. Il écrira aussi The Transvaal from Within en 1899 qui influencera beaucoup l'opinion publique en Grande-Bretagne à l'aube de la seconde guerre anglo-boers. Il met en exergue les brimades subies par les Uitlanders de langue anglaise de la part du gouvernement afrikaner et se fait l'avocat d'une intervention britannique en Afrique du Sud.
En 1892 FitzPatrick devient directeur de l'entreprise Hermann Eckstein and Company à Johannesburg puis secrétaire du Reform Committee en 1895 où il conspire contre le gouvernement de Paul Kruger de 1895 à 1896. Après l'échec du raid de Jameson en 1895 il est accusé de haute trahison et condamné à deux ans de prison et 2,000 livres d'amende, mais il sera libéré en mai 1896.
Au moment de la seconde guerre des Boers il contribue à la création du Light Horse Regiment. Réformé de l'armée pour mauvaise santé il demeure un conseiller du gouvernement britannique. Il est fait chevalier de l'Ordre de Saint-Michel et Saint-Georges en 1902,.
Plus tard il est l'un des huit représentants du Transvaal dans la Convention nationale de 1908–9 qui créé l'Union d'Afrique du Sud en fusionnant les quatre colonies britanniques. Il fut élu membre du Parlement sud-africain et défendit avec succès son siège à Pretoria en 1906 et 1910. FitzPatrick et le Général James B. Hertzog travaillèrent pour faire reconnaître l'anglais et l'afrikaans comme langues officielles de l'Union.